# Red Skelton
Red Skelton, nato Richard Bernard Skelton (Vincennes, 18 luglio 1913 – Rancho Mirage, 17 settembre 1997), è stato un attore statunitense di genere comico.
Comedian completo, ha praticato il repertorio vaudeville e burlesque ed è ricordato per essere stato una delle maggiori star della televisione e della radio dal 1937 al 1971.
Vinse nel 1978 il Golden Globe alla carriera ed è iscritto fra le celebrità della Hollywood Walk of Fame.
Tra i riconoscimenti figura  nel 1961 il Premio Emmy come autore della trasmissione televisiva The Red Skelton Show, in onda dagli anni cinquanta agli anni settanta sul network televisivo CBS.
Ha recitato nel teatro di varietà a Broadway, in diversi film, alla radio e in televisione, nei night-club e nei casinò, sviluppando verso la fine un talento per la pittura.

## Biografia
Skelton iniziò a lavorare per un circo a dieci anni: fu impiegato come clown dall'Hagenbeck-Wallace Circus, in cui lavorava il padre Joe, morto poco prima che  nascesse.
A Vincennes, la cittadina in cui nacque, non ancora adolescente lavorò come strillone di quotidiani davanti al Pantheon Theatre. Ed Wynn lo notò, lo fece salire nel backstage e lo presentò ai membri della compagnia, inserendolo nell'ambiente teatrale. A quindici anni debuttò come entertainer a tutto campo, in un repertorio che variava dal medicine show al vaudeville al burlesque, al genere showboat e al minstrel show.
Nel 1930, nel periodo in cui recitava a Kansas City (Missouri) conobbe la prima moglie, Edna Stillwell, da cui divorziò tredici anni dopo ma con la quale rimase in rapporti professionali (fu autrice di molti suoi testi).

### Carriera
La carriera di Skelton si sviluppò fra radio, televisione e cinema. 

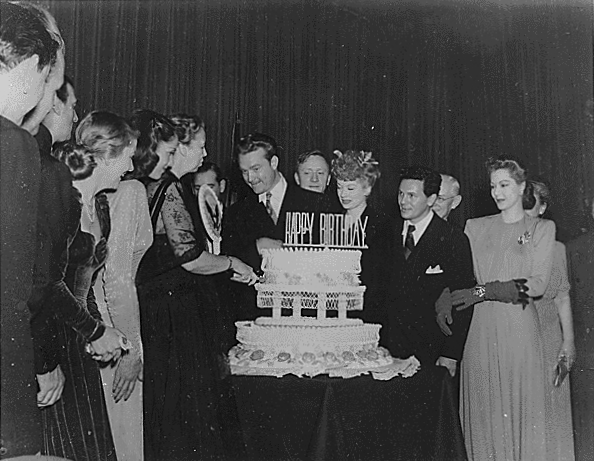
Skelton fotografato con Eleanor Roosevelt, William Douglas, Lucille Ball e John Garfield

Oltre che alle innumerevoli trasmissioni radiofoniche, il successo derivò dal suo spettacolo televisivo The Red Skelton Show, il più seguito dopo l'Ed Sullivan Show (programmato fra il 1948 e il 1971) e la serie Gunsmoke (venti stagioni, dal 1955 al 1975). 
Nel 1938 Skelton debuttò in Vacanze d'amore, della RKO Radio Pictures, in un ruolo secondario. Le interpretazioni successive furono due brevi soggetti per la Vitaphone, Seeing Red e The Bashful Buckaroo, del 1939.
Nel 1940 firmò un contratto per la Metro-Goldwyn-Mayer con una clausola che gli permetteva di lavorare anche per la televisione e la radio. Il potente boss della casa cinematografica, Louis B. Mayer, acconsentì a mantenere la clausola fino a quando la diffusione del mezzo televisivo non costituì una minaccia per il cinema.
Fra i film di Skelton si ricordano Ritorna se mi ami (1940) con Robert Taylor e Ruth Hussey, Rotta sui Caraibi (1942) e Il signore in marsina (1943), entrambi con Eleanor Powell, Bellezze al bagno (1944), La figlia di Nettuno (1949), La duchessa dell'Idaho (1950) e La sirena del circo (1951), tutti e quattro al fianco di Esther Williams, e Ziegfeld Follies (1945), trasposizione dell'omonima rivista teatrale. Da ricordare l'intensa interpretazione nel film Il pagliaccio (1953), in cui Skelton diede prova di notevoli doti drammatiche.
Nel 1945 si risposò con Georgia Davis, da cui ebbe due figli (Richard, morto per leucemia nel 1958 a dieci anni, e Valentina) e da cui divorziò nel 1971 (la donna si uccise  nel 1976, nel diciottesimo anniversario della scomparsa di Richard). La tragica morte del figlio portò Skelton a rallentare l'attività nei decenni successivi, e a ritirarsi progressivamente per dedicarsi alla pittura, privilegiando dipinti con immagini di clown.

### Ultimi anni
Il nome di Skelton è stato iscritto nell'International Clown Hall of Fame nel 1989. Come attore fece della clownerie l'arma vincente per l'interpretazione di esilaranti pantomime. Con uno sgualcito cappello Fedora, sapeva dare vita ad una comicità in grado di far sorridere l'audience di area rurale.
Nella sua autobiografia Groucho e io, Groucho Marx, asserendo che la recitazione comica è più complessa di quella seria, indicò in Skelton uno degli eredi di Charles Chaplin.
Sposato in terze nozze dal 1973 con Lothian Toland (figlia del cineasta Gregg Toland), Skelton morì nel 1997 a Palm Springs per i postumi di una polmonite, e sepolto al Forest Lawn Memorial Park di Glendale, accanto ai genitori, al figlio Richard e alla seconda moglie Georgia Davis.

## Filmografia

### Cinema
- Vacanze d'amore (Having Wonderful Time), regia di Alfred Santell (1938)
- The Broadway Buckaroo, regia di Lloyd French (1939)
- Seeing Red, regia di Roy Mack (1939)
- Ritorna se mi ami (Flight Command), regia di Frank Borzage (1940)
- The People vs. Dr. Kildare, regia di Harold S. Bucquet (1941)
- La prima notte in tre (Whistling in the Dark), regia di S. Sylvan Simon (1941)
- Dr. Kildare's Wedding Day, regia di Harold S. Bucquet (1941)
- Lady Be Good, regia di Norman Z. McLeod (1941)
- Rotta sui Caraibi (Ship Ahoy), regia di Edward Buzzell (1942)
- Maisie Gets Her Man, regia di Roy Del Ruth (1942)
- Panama Hattie, regia di Norman Z. McLeod (1942)
- Il ritorno del lupo (Whistling in Dixie), regia di S. Sylvan Simon (1942)
- Mademoiselle du Barry (Du Barry Was a Lady), regia di Roy Del Ruth (1943)
- Il signore in marsina (I Dood It), regia di Vincente Minnelli (1943)
- La parata delle stelle (Thousands Cheer), regia di George Sidney (1943)
- Whistling in Brooklyn, regia di S. Sylvan Simon (1943)
- Bellezze al bagno (Bathing Beauty), regia di George Sidney (1944)
- Ziegfeld Follies, regia di Lemuel Ayers, Roy Del Ruth (1945)
- The Show-Off, regia di Harry Beaumont (1946)
- Merton of the Movies, regia di Robert Alton (1947)
- Weekend in Hollywood (1947) (cortometraggio)
- Lo strano Mr. Jones (The Fuller Brush Man), regia di S. Sylvan Simon (1948)
- Un sudista del Nord (A Southern Yankee), regia di Edward Sedgwick (1948)
- La figlia di Nettuno (Neptune's Daughter), regia di Edward Buzzell (1949)
- L'autista pazzo (The Yellow Cab Man), regia di Jack Donohue (1950)
- Tre piccole parole (Three Little Words), regia di Richard Thorpe (1950)
- La duchessa dell'Idaho (Duchess of Idaho), regia di Robert Z. Leonard (1950) (non accreditato)
- Accidenti che ragazza! (The Fuller Brush Girl), regia di Lloyd Bacon (1950) (non accreditato)
- Prego sorrida! (Watch the Birdie), regia di Jack Donohue (1950)
- Largo passo io! (Excuse My Dust), regia di Roy Rowland (1951)
- La sirena del circo (Texas Carnival), regia di Charles Walters (1951)
- Modelle di lusso (Lovely to Look At), regia di Mervyn LeRoy (1952)
- Il pagliaccio (The Clown), regia di Robert Z. Leonard (1953)
- Eroe a metà (Half a Hero), regia di Don Weis (1953)
- The Great Diamond Robbery, regia di Robert Z. Leonard (1954)
- Susanna ha dormito qui (Susan Slept Here), regia di Frank Tashlin (1954) (non accreditato)
- Il giro del mondo in 80 giorni (Around the World in Eighty Days), regia di Michael Anderson (1956)
- Il pollo pubblico n° 1 (Public Pigeon No. One), regia di Norman Z. McLeod (1957)
- Colpo grosso (Ocean's Eleven), regia di Lewis Milestone (1960)
- Quei temerari sulle macchine volanti (Those Magnificent Men in Their Flying Machines), regia di Ken Annakin (1965)

### Televisione
- Climax! – serie TV, episodio 2x02 (1955)
- Westinghouse Desilu Playhouse – serie TV, episodio 2x14 (1960)

## Doppiatori italiani
- Carlo Romano in La figlia di Nettuno, Bellezze al bagno, Mademoiselle Du Barry, La prima notte in tre, Il ritorno del lupo, Rotta sui Caraibi, Un sudista del nord, L'autista pazzo, La duchessa dell'Idaho, Eroe a metà, Largo passo io, Modelle di lusso, Il pagliaccio, Prego sorrida, La sirena del circo, Tre piccole parole
- Bruno Persa in Accidenti che ragazza
- Vinicio Sofia in Il giro del mondo in 80 giorni
- Elio Pandolfi in Ziegfeld Follies (ridoppiaggio)
- Sergio Di Giulio in Bellezze al bagno (ridoppiaggio)